# José María Caravaca
José María Caravaca fue un militar español que combatió en el sitio de Montevideo (1812-1814), y tras la caída de la plaza desempeñó una misión diplomática destinada a obtener el apoyo portugués y realista al caudillo de la Banda Oriental José Gervasio Artigas en su guerra con el Directorio.

## Biografía
Iniciada la Guerra de Independencia Española contra el invasor francés, José María Caravaca viajó a Buenos Aires en 1808 a bordo de la fragata Prueba, acompañando a Pascual Ruiz Huidobro designado como virrey por la Junta de Galicia. El 29 de noviembre de ese año en su escala en Río de Janeiro, la princesa Carlota de Borbón, quien promovía su reconocimiento como regente en América, intrigó para detener la misión de Huidobro y enviarlo de regreso a España. 
A solicitud de Huidobro, el brigadier de la Real Armada Joaquín de Somoza Montsoriú, comandante de la Prueba, convocó a una reunión a bordo a los efectos de decidir la política a seguir. Fueron participados los oficiales que conducía al Virreinato del Río de la Plata: el teniente graduado de capitán José María Caravaca, de artillería, junto a los brigadieres Francisco de Orduña, subinspector de artillería del Río de la Plata, Pedro de Arce, subinspector general de las tropas de Buenos Aires, Nicolás de la Quintana, coronel de caballería de Buenos Aires, coronel Francisco Javier de Viana, sargento mayor de Montevideo, teniente coronel Martín de la Sala, capitán del Real Cuerpo de Ingenieros, tenientes de navío de la Real Armada Francisco de Toubes y Juan del Busto, teniente de fragata Miguel de Merlo, tenientes graduados de capitán Juan Antonio Carbajo y José Ramón de Elorza, de Infantería, Marcos Balcarce de Caballería, el teniente de artillería Diego Castrillón, alféreces de fragata Eugenio de Loño, Cayetano Inzuela, Miguel Quesada y Mateo Mozo, alféreces graduados de teniente Juan Barragan y Manuel Penayo y el oficial quinto del ministerio de marina Narciso de Mella, contador de la fragata.
Caravaca fue elegido junto con Balcarce como secretarios y autorizados a refrendar cualquier documento que emitieran en lo futuro. La junta de oficiales decidió apoyar la misión de Huidobro e intentar huir. No obstante varar al intentarlo, contrariamente a lo temido la Prueba fue auxiliada por naves británicas y portuguesas y pudo seguir su camino.
Tras los sucesos del 25 de mayo de 1810, en un informe elevado desde Buenos Aires al Secretario de Estado y del Despacho Universal de la Guerra de España e Indias, fechado el 18 de agosto de 1810, consta la participación aunque pasiva de Caravaca en los sucesos:"El 22 de dicho Mayo fui llamado por el señor virrey D.Baltasar Hidalgo de Cisneros y a virtud de una precaución prudente en unas circunstancias apuradas, como eran las de tratarse de su deposición por instancias del pueblo, según se dijo, me ordenó acuartelase toda la tropa del cuerpo; y estuviese pronto el tren de prevención compuesto de seis cañones de a cuatro, y dos obuses de a seis, que se hallaba municionado y listo desde meses antes dentro del mismo cuartel, al cargo del capitán D. José María Caravaca, ayudante mayor de este departamento de Artillería. Quedó aquella orden cumplida la noche del citado día. Las demás tropas estuvieron también en sus cuarteles. El siguiente día recibí una esquela dirigida a mi por este Excmo Cabildo Justicia y Regimiento llamándome para concurrir a una Junta..."
Tras la Revolución de Mayo Caravaca pasó a Montevideo, donde luchó en las filas realistas en el primer y segundo sitio de Montevideo. Tras la caída de la plaza en 1814 fue detenido por las milicias de la Banda Oriental que respondían a Artigas.
El 23 de junio de 1814 Carlos María de Alvear entró en Montevideo. La lucha por la posesión de la ciudad entre las fuerzas del Directorio y las artiguistas fue el factor final de ruptura y el desencadenante de la guerra civil.
Durante la guerra los artiguistas buscaron la posible ayuda portuguesa, ya fuera en municiones, ya a través del libre paso por la frontera y la concesión del derecho de asilo para sus fuerzas en caso de derrota. 
Sus enviados invocarían el supuesto cambio de posición de Artigas y su segundo Fernando Otorgués y como prueba aducirían fundamentalmente las facilidades dadas por Otorgués al capitán Jacinto de Romarate tras su derrota a manos de Guillermo Brown en el combate de Martín García.
El 13 de septiembre Otorgués comunicó al Gobernador General de Río Grande del Sur que se presentarían con plenos poderes dos diputados, el presbítero Dr.José Bonifacio Redruello y José María Caravaca, oficial español rendido en Montevideo.
En sus instrucciones se les prevenía solicitar socorros "para la conservación de esta provincia, como parte que es de la monarquía española, con tropas portuguesas, armas y municiones".
El 10 de octubre de ese año, Manuel Marques de Sousa informó al marqués de Alegrete, que José María Caravaca y José Bonifacio Redruello decidieron embarcarse para Porto Alegre. 
Los embajadores llegaron a mediados de noviembre de 1814 a Río de Janeiro.
El 28 de noviembre elevaron un oficio al encargado de negocios de España en Río de Janeiro, Andrés Villalba, expresando los objetivos de la misión. El 6 de diciembre enviaron un oficio al Ministro de Gobierno y Relaciones Exteriores de Portugal y el 12 de diciembre otro a la princesa Carlota de Borbón.
El embajador español Andrés Villalba nunca confió en la misión artiguista pues, como dijo en uno de sus informes, aunque hombre de probidad, y siendo quien "llevaba la voz", Redruello era incapaz de comprender los fines de Artigas, por su poca experiencia y su excesiva presunción. En nota al Duque de San Carlos comunica que los comisionados han sido muy obsequiados por las autoridades portuguesas y que le habían entregado un oficio de Otorgues. Expresa que no tiene motivos para sospechar de Redruello pero sí desconfiaba de Caravaca, aunque sin justificación alguna, y temía que Artigas se valiera de la buena fe del comisionado para engañar a las autoridades españolas.
Villalba opinaba también que la posibilidad de que el gobierno portugués auxiliara a Artigas contrariaria los intereses últimos de España.
Las razones para apoyar a los orientales eran evidentes: mientras no llegara la expedición, ayudando a Artigas se apoyaría a Joaquín de la Pezuela en el frente del Perú obligando a Buenos Aires a distraer recursos en el litoral. Por otra parte, cuando finalmente llegara la expedición, esta necesitaría el apoyo logístico (alimentos y caballada) que Artigas mejor que nadie podría suministrarles.
Sin embargo, la llegada desde Buenos Aires de los diputados Belgrano y Rivadavia (poco después que Redruello y Caravaca) de paso por Río de Janeiro para España e Inglaterra que consideraba podía desembocar en una política de armisticio, y la desconfianza respecto de los objetivos últimos de Artigas, movió a Villalba en otro sentido. Sin negarse a las gestiones de los comisionados orientales, trató de restringir toda ayuda efectiva lo más posible. En oficio a su canciller, el Duque de San Carlos, manifestó que "No conviene escamarlos y antes bien hacerles creer que uno se convence de la buena fe de quien los envía y obsequiarlos en lo que se pueda, como ya lo hice ayer invitándolos a comer" (Río 27 de noviembre de 1814).
El 29, en un nuevo comunicado, le comunicaba su plan "conociendo pues cuantas ventajas podrán resultar a su Majestad del pequeño auxilio que ahora les proporcione, dándoles esperanzas para algunos más luego que las circunstancias lo permitan. Con este pequeño auxilio se contribuirá a que este caudillo no sucumba a los de Buenos Aires, con quienes conviene esté en guerra abierta y acaso podré atraérmelo escribiéndole." Ese pequeño auxilio consistía de "doscientos fusiles, alguna pólvora, piedras de chispa, tabaco, etc.".
El duque de San Carlos aprobó las medidas de Villalba y le dio plenos poderes para que "continúes la misma marcha dándole esperanzas"
La intervención de Carlota Joaquina probablemente no fue prevista por Otorgués y se debió a un exceso de celo o vanidad de Redruello. Si bien Carlota desconfiaba también, sus asesores (Felipe Contucci, Juan Jacinto Vargas, Francisco Varela, F.Toledo, Julián de Miguel, a quien se iba a nombrar Comandante de la Campaña de la Banda Oriental) le aconsejaron dar apoyo a la gestión, en conflicto con Villalba quien entendía que la princesa menoscababa su autoridad y daba aliento a políticas ajenas a los intereses del rey. 
La infanta, autorizada epistolarmente por su hermano Fernando VII de España, dio órdenes de cumplimentar el pedido de armas de los orientales, incluyendo más de 2000 fusiles, y de formar un ejército de españoles compuesto de 1000 hombres que apoyara las acciones de Artigas.
La intervención de Carlota dejó tanto a Villaba como a Caravaca prácticamente fuera de la negociación. Carlota supo aprovecharse de las ambiciones eclesiásticas de Redruello, quien asumió para sí solo la misión y se plegó a las órdenes de la princesa.
Pero tras la victoria de Guayabos, como expresaría Caravaca en carta a Redruello, el abandono de Montevideo el 24 de febrero de 1815 por las fuerzas porteñas y la ocupación hecha efectiva el 26 por las tropas orientales al mando de José Llupes, tornaban imposible que la misión llegara a buen puerto.
En 1829 cuando su hija, la porteña Matilde Caravaca, casó con Manuel José Anselmo Estévez Bianquet (nacido en Montevideo), quien era hijo del español Miguel Estévez, tanto el Capitán del Real Cuerpo de Artillería José María Caravaca, como su esposa, Marcelina Diez, habían ya fallecido.